# Marie Petzel
Marie Petzel (Maria Luise) (* 4. Januar 1835 in Schollene; † 1917 in Weimar) war eine deutsche Lehrerin und Schriftstellerin, die auch unter den Pseudonymen Martin Claudius und Redeatis publizierte.

## Leben
Sie war die Tochter des Pastors Friedrich Wilhelm Petzel (1802–1874) und seiner Frau Wilhelmine, geborene Lentze (1802–1885) und erhielt ersten Unterricht mit ihren vier Geschwistern bei ihrem Vater. Eine ihrer Schwestern ist die Schriftstellerin Rosa Petzel. Marie bildete sich zur Lehrerin aus und arbeitete lange Jahre in diesem Beruf, zuletzt am Sophienstift in Weimar. 1880 trat sie zur katholischen Kirche über, was zum Verlust dieser Stelle führte. Sie zog nach Berlin, wo ihre Mutter und die Schwestern Minna und Rosa lebten, mit denen sie schriftstellerisch zusammenarbeitete, bis sie unter den Pseudonymen Martin Claudius (das sie mit Mutter und Schwestern teilte) und Redeatis eigene Jugend- und Volksschriften veröffentlichte, die sich an den Lehren der katholischen Kirche ausrichteten. Sie verfasste 95 Hefte mit Kurzen Lebensbildern von Heiligen. Seit 1901 lebte sie mit ihren zwei Schwestern in Loschwitz und zog 1912 nach Weimar.

## Werke (Auswahl)
- Das arme Kind oder Des Herrn Rath ist wunderbar, aber er führt es herrlich hinaus. Eine Erzählung für die Jugend. Rauh, Berlin 1852.
- Das tote Fischlein. Wohlgemuth, Berlin 1852.[2]
- Das Blümchen Wunderhold. Erzählungen für kleine und große Kinder. Flemming, Glogau 1863.[3]
- Das Häuschen am See, oder Wenn die Noth am grössten, ist Gottes Hülfe am nächsten. Eine Erzählung für die christliche Jugend. Wohlgemuth, Berlin 1863.[4]
- Der beste Dienst. Hauptverlag für christliche Erbauungslitteratur, Berlin 1874.
- Gotteswege. Eine Erzählung. Berlin 1875.[5]
- Berthas Tagebuch; Die Rechenstunde; Das Suchen des Glücks. 3 Erzählungen für die Jugend. Flemming, Glogau 1876.[6]
- Das Erdbeerkörbchen. Verlag der Agentur des Rauhen Hauses, Hamburg 1876.
- Die erste grosse Reise. Eine Erzählung aus der Mädchenzeit. Verlag der Agentur des Rauhen Hauses, Hamburg 1876.[7]
- Ein seliges Weihnachtsfest. Verlag der Agentur des Rauhen Hauses, Hamburg 1878.
- Bekenntnisse einer Diakonissin. Erzählung. Deutsche evangelische Buch- und Traktat-Gesellschaft, Berlin 1887.
- Aus Vergangenheit und Gegenwart. Flemming, Glogau 1890.
- Das häßliche junge Entlein und andere Geschichten. Von Redeatis. Herder, Freiburg 1893. 2. Aufl. unter dem Titel Saat und Ernte und andere Erzählungen für junge Mädchen. 1907.
- Hausmütterchen. Erzählung für das katholische Volk. Verlag der Missionsdruckerei, Steyl 1894.
- Das Papageikleid und andere Geſchichten für junge Mädchen. 1894.[8]
- Gut verzinst; Der Berggeist; Onkel Eduard. Drei Erzählungen. Riffarth, Gladbach 1896.
- Cordelias Geheimnis. Erzählungen für die reifere weibliche Jugend. Nationale Verlagsanstalt, Regensburg 1896.
- Herzenswünsche. Erzählungen für die reifere weibliche Jugend. Nationale Verlagsanstalt, Regensburg 1896.
- Blüte und Frucht. Erzählungen für die reifere weibliche Jugend. Nationale Verlagsanstalt, Regensburg 1896.
- Frau Holle und andere Geschichten für die reifere Jugend. Herder, Freiburg 1898.
- Gottes Führen. Erzählung für die reifere Jugend und das Volk. Kösel, Kempten 1898.
- Das kostbare Erbe und andere Erzählungen. 1899.[9]
- Dornröschen und andere Erzählungen für junge Mädchen. Herder, Freiburg 1907.
- Das Heilsjahr der Kirche. Lieder. Verlag der Missionsdruckerei, Steyl 1908.
- Jeannette Bardeau. Aus dem Leben einer jungen Schweizerin; Liſelotte. Erzählung. Bucher, Würzburg 1911.